# 臆病な狼
「臆病な狼」（おくびょうなおおかみ）は、日本のヒップホップユニット・Hilcrhymeの通算7枚目のシングル。2011年2月23日にユニバーサルJから発売された。

## 概要
- 表題曲「臆病な狼」はiPad用音楽ゲーム「jubeat plus」にて「ヒルクライムpack」として配信されている。
- 初回限定盤のみ紙ジャケット仕様になっており、『臆病な狼』のPVを収録したDVDがつく。

## 収録曲
1. 臆病な狼（作曲：TOC、作曲・編曲：DJ KATSU）　（3:27）

2nd アルバムのMESSAGE発売前から作られていた曲。
1. 息吹（作曲：TOC、作曲・編曲：DJ KATSU）　（4:17）

| スタブアイコン | サブスタブ | この項目は、まだ閲覧者の調べものの参照としては役立たない、シングルに関連した書きかけの項目です。この項目を加筆・訂正などしてくださる協力者を求めています（P:音楽/PJ:楽曲）。 |